# Dziesięć przykazań (album)
Dziesięć przykazań – album koncepcyjny polskiego rapera Michała „Soboty” Sobolewskiego, odwołujący się bezpośrednio do Dekalogu. Wydawnictwo ukazało się 7 grudnia 2013 roku nakładem wytwórni muzycznej StoproRap. Płyta została w całości wyprodukowana przez Matheo. Na potrzeby płyty zostały zarejestrowane partie chóralne, a także organów w wykonaniu Macieja Cybulskiego m.in. w Katedrze pw. św. Jakuba Apostoła oraz kościołach pw. Św. Mikołaja i pw. św. Józefa w Szczecinie.  
Wśród gości na płycie znaleźli się Rena, Borixon, TomB, Bonson, Kieru, A.D.H.D. oraz Wini. Produkcja płyty była relacjonowana przez rapera filmami krótkometrażowymi, które zostały opublikowane na łamach serwisu YouTube.  
Nagrania dotarły do 5. miejsca zestawienia OLiS i uzyskały status złotej płyty.

## Lista utworów
Opracowano na podstawie materiału źródłowego.
1. „X Przykazań intro” – 1:53

(organy: Maciej Cybulski)
1. „I. Nie będziesz miał bogów cudzych przede mną” – 3:44

(organy: Maciej Cybulski, lektor: Waldemar Kasta, śpiew: Lucyna Boguszewska, puzon: Arkadiusz Głogowski, chór: Tomek Nawrocki, Michał Grobelny, Olek Różanek, Bartek Orłowski, Jakub Gwit, Miłosz Wojciechowski, Michał Czarnowski)
1. „II. Nie będziesz brał imienia pana boga swego nadaremnie” – 4:24

(organy: Maciej Cybulski, lektor: Waldemar Kasta, gitara basowa: Michał Gapstein, śpiew: Lucyna Boguszewska, chór: Tomek Nawrocki, Michał Grobelny, Olek Różanek, Bartek Orłowski, Jakub Gwit, Miłosz Wojciechowski, Michał Czarnowski)
1. „III. Pamiętaj abyś dzień święty święcił” – 3:16

(organy: Maciej Cybulski, lektor: Waldemar Kasta, gitara elektryczna: Michał Gapstein, chór: Tomek Nawrocki, Michał Grobelny, Olek Różanek, Bartek Orłowski, Jakub Gwit, Miłosz Wojciechowski, Michał Czarnowski, Essa chór: Mateusz „Matheo” Schmidt, Winicjusz „Wini” Bartków, Kacper „Kac” Kosiński)
1. „IV. Czcij ojca swego i matkę swoją” – 4:00

(organy: Maciej Cybulski, lektor: Waldemar Kasta, gitara basowa: Szymon Orłowski, gitara akustyczna: Krzysztof Knasiński, perkusja: Kacper Kosiński, Chór Don Diri Don pod kierownictwem przez Dariusza Dyczewskiego, Chór pod kierownictwem Dariusza Chmielewskiego: Ada Ostrowska, Natalia Stankowska, Jagoda Trybuszkiewicz, Barbara Markiewicz, Zofia Cepowska, Laura Lewicka, Magdalena Mackowska, Patrycja Kupś, Essa chór: Mateusz „Matheo” Schmidt, Winicjusz „Wini” Bartków, Kacper „Kac” Kosiński)
1. „V. Nie zabijaj” – 3:58

(organy: Maciej Cybulski, lektor: Waldemar Kasta)
1. „VI. Nie cudzołóż” – 3:33

(organy: Maciej Cybulski, lektor: Waldemar Kasta, śpiew: Lucyna Boguszewska, chór: Tomek Nawrocki, Michał Grobelny, Olek Różanek, Bartek Orłowski, Jakub Gwit, Miłosz Wojciechowski, Michał Czarnowski)
1. „VII. Nie kradnij” – 5:27

(organy: Maciej Cybulski, lektor: Waldemar Kasta, gitara basowa: Szymon Orłowski, Maciej Licz, skrzypce: Michał Czarnowski)
1. „VIII. Nie mów fałszywego świadectwa przeciw bliźniemu swemu” – 3:45

(organy: Maciej Cybulski, lektor: Waldemar Kasta, gitara basowa: Szymon Orłowski, gitara akustyczna: Krzysztof Knasiński, chór: Tomek Nawrocki, Michał Grobelny, Olek Różanek, Bartek Orłowski, Jakub Gwit, Miłosz Wojciechowski, Michał Czarnowski)
1. „IX. Nie pożądaj żony bliźniego swego” – 3:04

(organy: Maciej Cybulski, lektor: Waldemar Kasta, saksofon: Grzegorz Piotrowski, śpiew: Anna Skoczek)
1. „X. Ani żadnej rzeczy, która jego jest”  – 4:14

(organy: Maciej Cybulski, lektor: Waldemar Kasta, gitara basowa: Szymon Orłowski, Maciej Licz, gitara akustyczna: Krzysztof Knasiński, perkusja: Kacper Kosiński, chór: Tomek Nawrocki, Michał Grobelny, Olek Różanek, Bartek Orłowski, Jakub Gwit, Miłosz Wojciechowski, Michał Czarnowski)
1. „X Przykazań outro” – 1:14
2. „XI. Kochaj bliźniego swego jak siebie samego” – 7:24

(gościnnie: Rena, Borixon, TomB, Matheo, Bonson, Kieru, A.D.H.D., Wini)